# Rote Raben Vilsbiburg
De Rote Raben Vilsbiburg zijn een Duitse volleybalclub uit Vilsbiburg in Beieren. 
Het in 1971 opgerichte team heeft een eerste damesploeg die actief is in de Deutsche Volleyball-Bundesliga. Het team was Deutscher Meister, landskampioen, in 2008 en 2010 en won de beker, de DVV-Pokal in 2009 en 2014.
Hoofdtrainer sinds 2017 is de Zwitser Timo Lippuner.